# Окно в Россию
Проект радиокомпании «Голос России», запущенный в октябре 2011 года, в рамках которого на сайте «Голоса России» и странице Архивная копия от 1 февраля 2013 на Wayback Machine в Facebook публикуются истории из жизни выходцев из бывшего СССР, живущих за рубежом. Проект осуществляется силами редакции Интернет-вещания радиокомпании, возглавляемой российским журналистом Аркадием Бейненсоном.
По словам Бейненсона, «Окно в Россию» представляет собой своеобразный "телефон доверия" для соотечественников Аркадий Бейненсон: «Окно в Россию» – это «телефон доверия» Архивная копия от 10 июня 2015 на Wayback Machine. 
Большую часть публикуемых материалов составляют истории, присланные участниками проекта, что, по словам предыдущего руководителя проекта Ярослава Огнева, является принципиальной позицией: «Мы полагаем, что использовать для подключения к проекту авторов-профессионалов, пишущих статьи на заданные темы, пока нецелесообразно. Нам интересны творчество наших зарубежных русскоязычных читателей, их живая жизнь».
Целевой аудиторией проекта являются постоянно и временно живущие за рубежом выходцы из бывшего СССР, причем необязательно русские и даже граждане России. Вместе с тем, публикуются интервью с российскими гражданами и иностранцами, посвященные жизни русских/русскоязычных/бывших советских граждан за рубежом и взаимоотношениям между Россией и зарубежьем. В качестве примеров можно привести интервью с израильским публицистом Авигдором Эскиным, российским рок-музыкантом Сергеем Калугиным или финским правозащитником Йоханом Бекманом.
Для «Голоса России», который является прямым наследником советского Иновещания, исторически выполнявшего пропагандистские функции, проект «Окно в Россию» представляет собой качественно новый формат подачи информации. Если в советские времена целевой аудиторией Иновещания были дружественно настроенные по отношению к советскому строю граждане зарубежных стран, для которых Московское радио было единственным доступным источником информации из Советского Союза, то сегодня «Голос России» ищет новые формы присутствия в Интернете, одной из которых является выход на соотечественников посредством социальных сетей. Примечательно, что начало проекту было положено при Ярославе Огневе, который, как считает аналитик Евгений Морозов, выполняет поручение российских властей по возрождению застывшей в своем развитии радиостанции. Сам Огнев отзывался об «Окне в Россию» как о «может быть, самом главном интерактивном проекте» «Голоса России».
Публикуемые материалы отличаются плюрализмом мнений и в них не прослеживается какой-либо единой идеологической установки: одни авторы делятся своей ностальгией по Родине, другие — охотно описывают преимущества жизни в другой стране, третьи — объясняют причины, по которым решили вернуться назад. Значительную часть контента составляют советы уезжающим:

Выбирайте страны, законы которых не базируются на законах ислама. Изучите местные законы, хотя бы основные, изучите язык, хотя бы его основы. И самое главное: чётко знать причину своего отъезда! Ради любопытства не срывайтесь с места!

Также для публикуемых историй и интервью характерны субъективность и порой неполиткорректность даваемых оценок. В этом смысле на страницах проекта действительно «можно узнать то, что не прочтешь ни в каких официальных СМИ, ведь то, что очевидно, что называется, „из окна“, с места событий, редко совпадает с картинкой, представленной в „больших“ масс-медиа». Примеры:

Здесь достаточно лицемерное отношение к деньгам. Деньги — «это грязно, это неприлично». Ни в коем случае нельзя показывать, что они у Вас есть, пусть и честно заработаны. Даже одеваться слишком шикарно — не принято, а престижные автомобили, чаще всего, «живут» в гаражах (бывшая киевлянка, живущая во Франции).

Тяжелое положение у молодежи, которая заканчивает шведские учебные заведения, когда они собираются работать, их отсекают уже на этапе резюме, просто даже не приглашают на первое собеседование — отбор по имени (русская, вышедшая замуж за шведа).

Совершенно все равно, за какую партию в Германии отдать голос, так как их много, но, в принципе, это все одна единая партия, так как всеми партиями «руководят» лоббисты экономики (немец-русофил).

Здесь ты можешь убить человека, и если ты ведешь себя очень уверенно, и нет никакого свидетеля, и у тебя хорошая психика, то никто ничего не докажет, и ты выйдешь на свободу (русскоязычный выходец из Азербайджана, живущий в Германии).

Никогда не пойму и не могу понять показной культ костёла! Грешат все поголовно, но каждое воскресенье всей семьёй в костёл, молятся, а потом всю последующую неделю сплетничают, кто был во что одет, кто на кого как посмотрел и так далее, и тому подобное (бывшая петербурженка частично польского происхождения, живущая в Польше).

Название проекта представляет собой переосмысление слов из поэмы А. С. Пушкина «Медный всадник» «в Европу прорубить окно».